# Гвинея (монета)
Вижте пояснителната страница за други значения на Гвинея.
Гвинея (на английски: guinea) е английска, а по-късно британска златна монета, намираща се в обращение между 1663 и 1814 г.След 1816 г. Великобритания възприема златния стандарт и гвинея остава само разговорен или специализиран термин.
Отсечена е за първи път през 1663 г. от злато, докарано от Гвинея, откъдето произлиза и името ѝ.
С едикт от 27 март 1663 г. на Чарлз II (управлявал 1660 – 1685) монетата е обявена за основна златна монета в кралството. Гвинеята се приравнява на 21 шилинга (или един фунт стерлинг плюс още един шилинг).
Това е първата английска златна монета, отсечена машинно. Теглото на гвинеята се колебае в рамките на 8,3 – 8,5 грама (като златното съдържание надвишава 90 %), диаметърът е 25 – 27 милиметра. Като цяло, в продължение на почти век и половина (1663 – 1813) качеството на монетите остава достатъчно стабилно.
В обращение се намирали златни монети от 1/2 гвинея, 1 гвинея, 2 гвинеи и 5 гвинеи. По-късно започва сеченето на по-дребни монети: 1/4 гвинеи (при Джордж I през 1718, Джордж III през 1762) и 1/3 гвинеи (Джордж III през 1797 – 1813 г.).